# Rudisociaria expeditana
Rudisociaria expeditana är en fjärilsart som beskrevs av Pieter Cornelius Tobias Snellen 1883. Rudisociaria expeditana ingår i släktet Rudisociaria och familjen vecklare. Inga underarter finns listade i Catalogue of Life.